# Famiglia Astrea
La famiglia di asteroidi Astrea è una raggruppamenti di asteroidi di tipo S della fascia principale del sistema solare caratterizzati da parametri orbitali simili; deve il suo nome all'oggetto principale che vi appartiene, l'asteroide Astrea, appunto.

## Storia
Nel 1917, l'astronomo giapponese Kiyotsugu Hirayama si dedicò allo studio del moto degli asteroidi e, confrontandoli attraverso tre parametri orbitali (moto medio, inclinazione ed eccentricità), individuò cinque raggruppamenti, successivamente indicati come famiglie di asteroidi o famiglie Hirayama.
Nel 1951, Dirk Brouwer assegnò alcuni asteroidi, tra i quali 970 Primula (9,204 km di diametro), alla famiglia Astrea (indicata come Gruppo 23 nel suo lavoro), dal nome del primo oggetto scoperto nel gruppo. Nel 1978, Andrea Carusi ed Enrico Massaro condussero un'indagine statistica sui parametri orbitali dei 2764 asteroidi noti, individuando 36 oggetti che avrebbero potuto essere ascritti ad una famiglia di asteroidi avente Astrea come riferimento. Tra questi, alcuni grandi asteroidi come 53 Kalypso (90,893 km di diametro), 269 Justitia (50,728 km), 419 Aurelia (148,701 km) e 662 Newtonia (22,127 km).
Negli anni novanta, Vincenzo Zappalà, Philippe Bendjoya ed altri colleghi condussero un importante lavoro di revisione del raggruppamento in famiglie degli asteroidi, introducendo dei criteri oggettivi ed affidabili. Nelle loro ricerche, tuttavia, non identificarono alcun raggruppamento di asteroidi che potesse essere attribuibile ad una famiglia Astrea, che fu però nuovamente identificata nel 2013 analizzando i dati ottenuti nell'ambito della missione NEOWISE del Wide-field Infrared Survey Explorer e confermata nel 2014. Joseph R. Masiero e colleghi, in effetti, non identificarono come appartenente alla famiglia Astrea nessuno degli asteroidi indicati come tali nei lavori precedenti. Tra i membri dal numero identificativo minore risultarono 5897 Novotná (5,419 km di diametro) e 6699 Igaueno (5,944 km) e solo per sei asteroidi (riportati nel Prospetto seguente) fu stimato un diametro medio superiore ai 5 km.
Poiché la famiglia ha origine collisionale, i suoi membri cioè sono i frammenti lanciati nello spazio da uno o più impatti che hanno interessato la superficie di Astrea, si ritiene che gli oggetti dal diametro superiore agli 8 km - salvo Astrea stessa - debbano essere considerati spuri. Se si accetta tale criterio, andrebbero rimossi dal gruppo anche 1044 Teutonia (17,511 km) e 4700 Carusi (7,754 ± 0,228 km), sebbene i parametri orbitali renderebbero possibile una lor appartenenza alla famiglia. Al 2014, la famiglia include 2120 asteroidi noti, il 77% dei quali ha diametro inferiore ai 2 chilometri.

## Proprietà
I membri appartenenti alla famiglia presentano parametri orbitali propri all'interno dell'intervallo: 
|     | ap       | ep    | ip    |
| --- | -------- | ----- | ----- |
| min | 2,552 AU | 0,146 | 3,09° |
| max | 2,610 AU | 0,236 | 5,45° |

La famiglia ha un'età superiore ai 300 milioni di anni.
Gli asteroidi appartengono alla classe spettrale S e presentano un'albedo geometrica compresa tra 0,10 e 0,50, con un valore medio prossimo a 0,269 ± 0,076. Per confronto, quella di Astrea è pari a 0,274 ± 0,033.

## Prospetto
Segue un prospetto dei principali asteroidi appartenenti alla famiglia.
| Nome  | Nome      | Diametro medio | Semiasse maggiore | Inclinazione orbitale | Eccentricità | Scoperta | Riferimento |
| ----- | --------- | -------------- | ----------------- | --------------------- | ------------ | -------- | ----------- |
| 5     | Astraea   | 113 km         | 2,5762 UA         | 4,5138°               | 0,1980       | 1845     | [ 7 ]       |
| 5897  | Novotná   | 5,42 km        | 2,5780 UA         | 4,2208°               | 0,1980       | 1984     | [ 7 ]       |
| 6699  | Igaueno   | 5,75 km        | 2,5801 UA         | 3,9795°               | 0,1880       | 1987     | [ 7 ]       |
| 8514  | 1991 PK15 | 5,93 km        | 2,5815 UA         | 4,6173°               | 0,2144       | 1991     | [ 7 ]       |
| 28404 | 1999 TQ5  | 6,15 km        | 2,5887 UA         | 4,4391°               | 0,1949       | 1999     | [ 7 ]       |
| 53195 | 1999 CL53 | 5,17 km        | 2,5765 UA         | 4,6633°               | 0,2049       | 1999     | [ 7 ]       |